# Gaswerk Frankfurt (Oder)

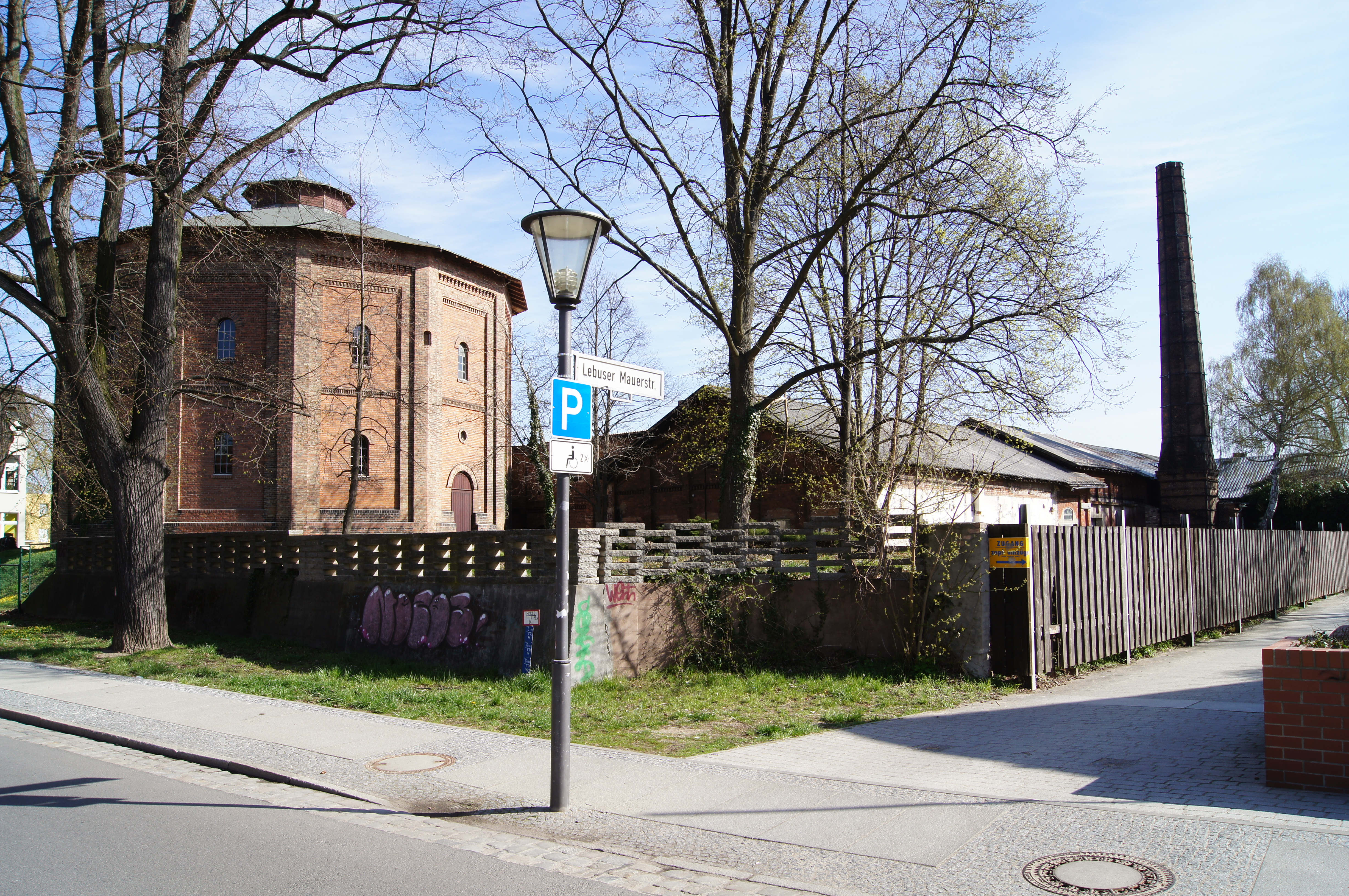
Blick von Südwesten auf das Gaswerksgelände

Das Gaswerk Frankfurt (Oder) nahm 1856 den Betrieb auf und stellte ihn 1971 ein. Der Teleskop-Gasbehälter gehörte zu den ältesten in Deutschland. Das ehemalige Gaswerk markiert den Beginn einer modernen Energieversorgung der Stadt Frankfurt (Oder). Es prägt durch seine bis zur Oder reichende Lage bis heute das Quartier und verweist mit seinem Standort auf den Verlauf der mittelalterlichen Stadtbefestigung. Die Gebäude stehen unter Denkmalschutz.

## Lage
Das Gaswerk befindet sich auf dem Gelände der ehemaligen Lohmühle, nördlich an der alten Stadtbefestigung angrenzend. Das Gelände wird im Uhrzeigersinn von Norden beginnend von den Straßen Am Graben, Oderpromenade, Lebuser Mauerstraße und der Schulstraße begrenzt.

## Geschichte

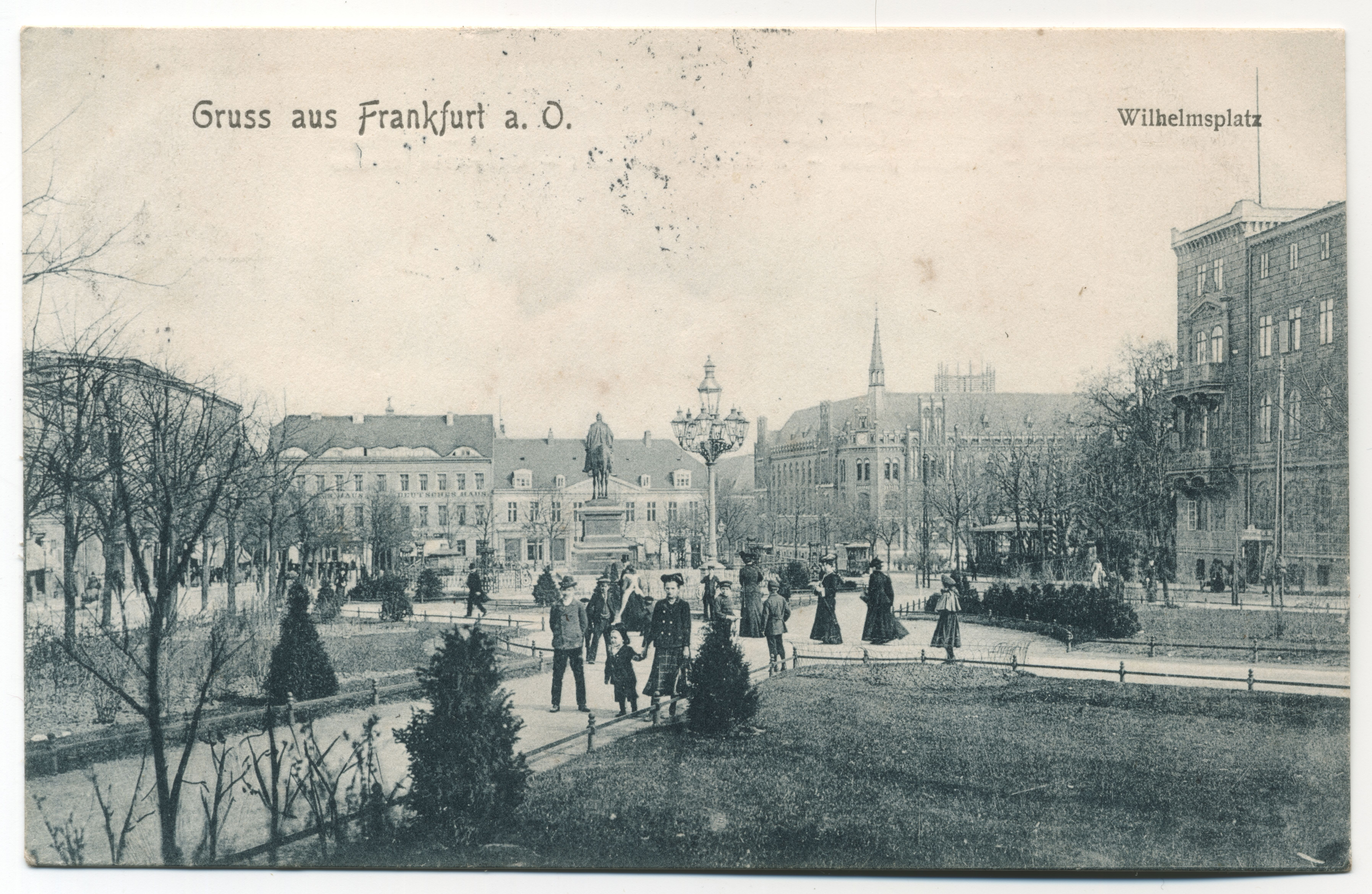
Wilhelmsplatz vor 1903 mit siebenflammigem Gas-Kandelaber

Der Magistrat der Stadt Frankfurt beschloss am 31. Januar 1854 den Bau eines Gaswerks und schloss mit den Frankfurter Kaufleuten Ferdinand Schulte und Reinhold Koepp einen Vertrag über eine Straßenbeleuchtung mit Gaslaternen und dem damit verbundenen Bau einer Gasanstalt. Die Stadt behielt sich vor, das Gaswerk nach 25 Jahren zu erwerben oder nach 40 Jahren zu übernehmen. Als Baugrund wurde das Gelände der einstigen Lohmühle zur Verfügung gestellt, das zwischen Topfmarkt und Oder lag. Hier konnte Kohle direkt über die Oder angeliefert werden. Die Bauarbeiten begannen im Mai 1854. Ein Jahr später trat die 1855 gegründete Deutsche Continental-Gas-Gesellschaft Dessau in den Vertrag ein. Am 20. Dezember 1855 wurde das Gaswerk in Betrieb genommen. In den Jahren 1856/1857 entstanden ein Gasbehälter und die zur Gasgewinnung notwendigen Retorten- und Maschinengebäude.

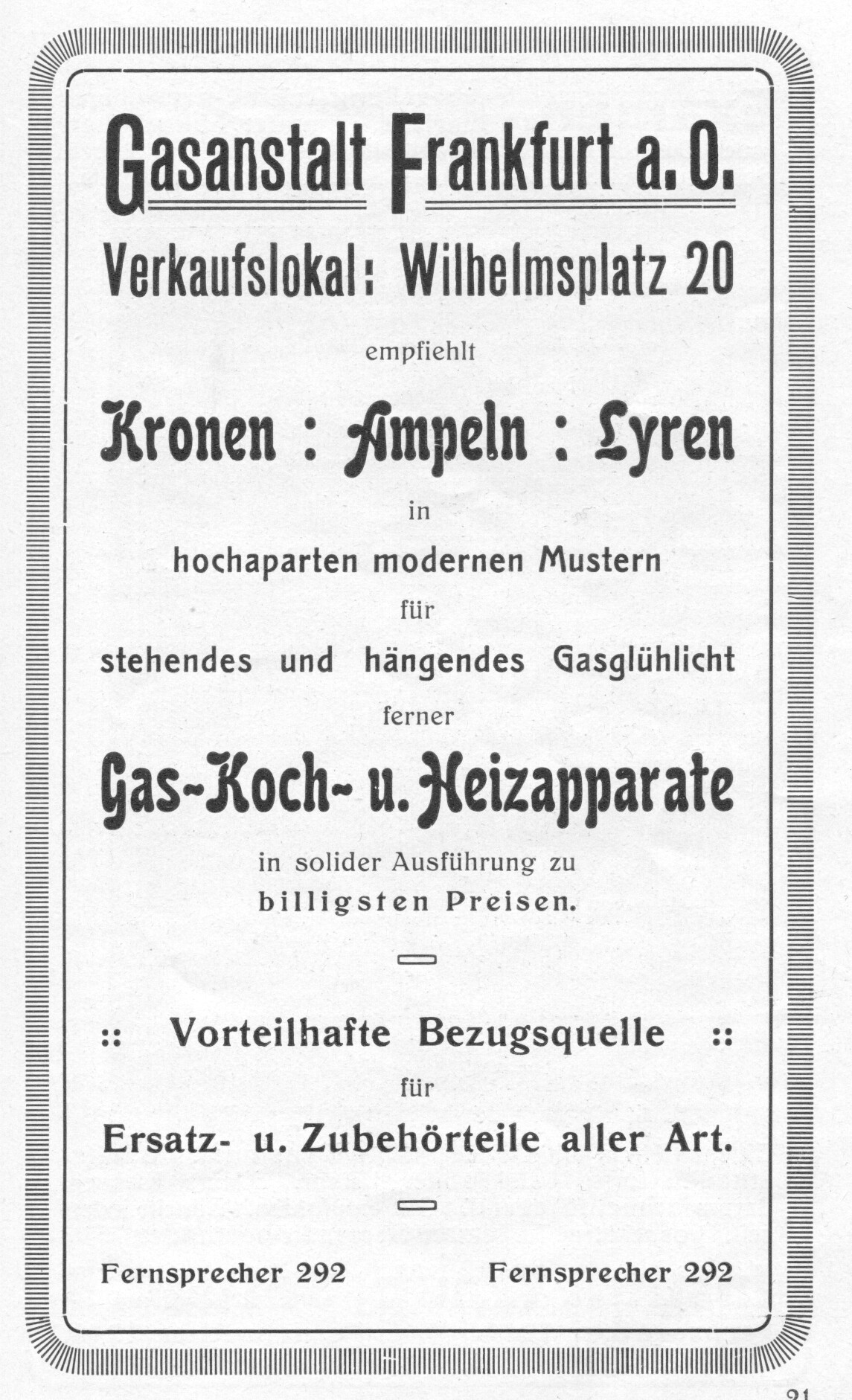
Anzeige Gasanstalt Frankfurt a. O. 1914

Das „Frankfurter Patriotische Wochenblatt“ veröffentlichte im Januar 1856 eine Straßenbeleuchtungstabelle. Am 31. Dezember 1856 beleuchteten Gaslaternen erstmals Frankfurts Straßen. Das Gasnetz wurde ständig erweitert. Immer mehr Straßen und Plätze wurden mit Gaslicht ausgerüstet. Hinzu kamen zum Teil prächtige Gasbeleuchtungen in prominenten Gebäuden wie der mit Glas überdachte Messhof in der Großen Scharrnstraße, das Regierungsgebäude, die Post und das Stadttheater. Der Wilhelmsplatz erhielt zwei große Kandelaber mit je sieben Schnittbrennern. Ein zweiter Gasbehälter für das Gaswerk folgte 1858. Das Krankenhaus an der Nikolaikirche, weitere öffentliche Gebäude, Hotels und Restaurant wurden ab 1859 mit Gas beleuchtet. Ab 1871 ersetzte der durch den Frankfurter Maurermeister F. Gielisch nach Entwürfen von W. Voss aus Dessau ausgeführte Teleskop-Gasbehälter an der Schulstraße den zweiten Gasometer. Ab 1878 wurden auch Parkanlagen mit Gas beleuchtet. Anlässlich der Enthüllung des Denkmals für Prinz Friedrich Karl 1888 am kleinen Wilhelmsplatz kam Kaiser Wilhelm II. nach Frankfurt. Das Festbankett in der Rathaushalle wurde auf Gasherden zubereitet, die im dahinter liegenden Büroraum aufgestellt wurden. Nach diesem werbewirksamen Ereignis kauften Privatpersonen vermehrt Gasherde. Die Gasanstalt verstärkte ihre Werbe-Bemühungen und warb für den Kauf von Gasmotoren, Koch- und Heizgeräten. 1888 wurden im Haus des Zigarrenfabrikanten Clamann in der Richtstraße Räume angemietet und dort eine Verkaufs- und Beratungsstelle eingerichtet, die schon bald wieder zu klein wurde: Einige Jahre später zog die Beratungsstelle in die Große Scharrnstraße, die damalige Frankfurter Hauptgeschäftsstraße. Bis 1897 war die Beleuchtung mit Gaslaternen auf Frankfurts Straßen abgeschlossen. Im selben Jahr kündigte sich der Nachfolger für die Gasbeleuchtung an: Auf einem Grundstück in der Fischerstraße/Bachgasse eröffnete die Allgemeine Elektrizitäts-Gesellschaft (AEG) ein Elektrizitätswerk.
Im Frühjahr 1907 begann der Bau eines weiteren Gaswerks in der Küstriner Straße (heute Herbert-Jensch-Straße) mit fünf Öfen und neuem Glockengasbehälter, das 1910 in Betrieb ging. Wegen Beschädigungen zum Ende des Zweiten Weltkrieges musste der Betrieb am 22. April 1945 eingestellt werden. Erst am 1. Dezember 1945 konnte der Betrieb eingeschränkt wieder aufgenommen werden. In den Folgejahren wurden mehrere Modelle der Verstaatlichung erwogen, bis am 1. August 1954 der VEB Energieversorgung gegründet wurde. Wenige Monate später wurden die Gasbetriebe Frankfurt (Oder) ausgegliedert und mit den Eberswalder Gasbetrieben zum VEB Gasversorgung Frankfurt (Oder) zusammengeschlossen. Ab 1966 wurde Frankfurt per Bahn mit Flüssiggas aus Schwedt versorgt, wo es als Abfallprodukt bei der Erzeugung von schwerem Heizöl anfiel. Ende der 1960er Jahre wurde Frankfurt über die Anschlussstelle Schernsdorf an das Ferngasnetz angeschlossen. Der Gasometer des alten Gaswerks wurde seit 1971 nicht mehr genutzt. Im Jahre 1979 ging die letzte Frankfurter Gaslaterne vom Netz. Nach der Wende 1990 wurde Frankfurt innerhalb eines Jahres von Stadtgas auf Erdgas umgestellt. Im selben Jahr wurde die Nutzung des Geländes des alten Gaswerks vollständig aufgegeben.
2005 wurde der Teleskopgasbehälter entfernt und verschrottet. Bis zu diesem Zeitpunkt war es der älteste seiner Art in Deutschland.

## Baubeschreibung

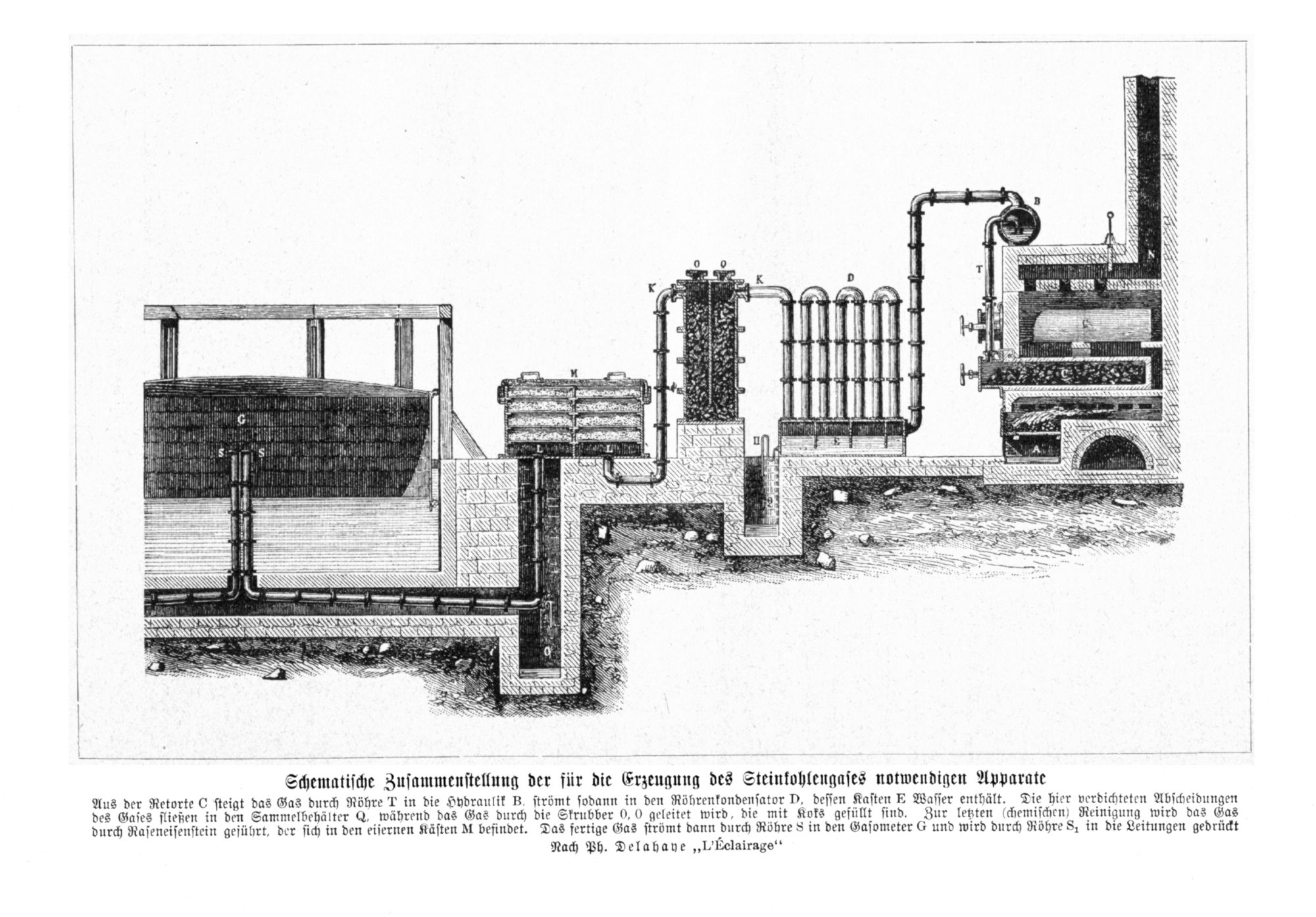
Schematische Darstellung der Kohlevergasung zur Herstellung von Stadtgas

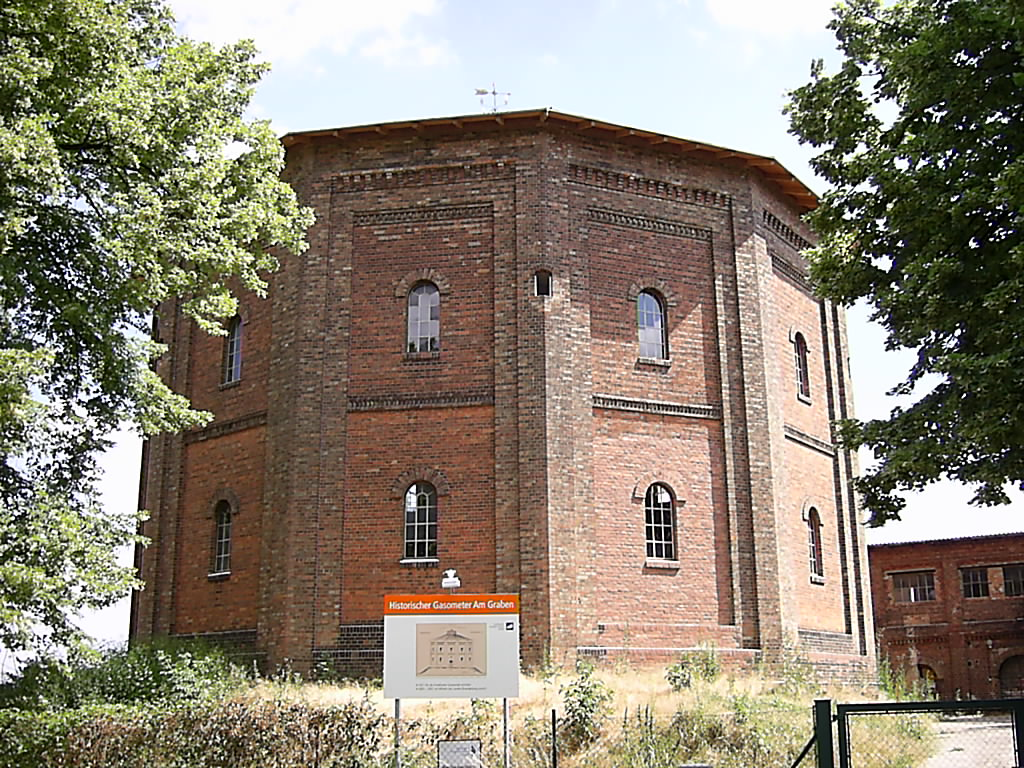
Ummauerung des Gasometers

Der ummauerte Teleskop-Gasbehälter („Gasometer“) ist ein Sichtziegelbau mit zwölfeckigem Grundriss und steht auf einer Geländeaufschüttung um den in den Boden teileingelassenen Behälterbereich. Der Fußboden des Gasometers liegt etwa sechs Meter tiefer als der umliegende Boden. Jeder Wandabschnitt ist durch zweifach gestufte Wandvorlagen eingefasst, mit einem Deutschen Band (auch Zahnfries, Sägefries oder Sägezahnfries genannt) als Horizontalgliederung. Kleine Rundbogenfenster mit Eisensprossen geben eine Geschossteilung vor. Auf dem Dach steht eine schmiedeeiserne Wetterfahne. Im Gebäudeinneren stand der Teleskop-Gasbehälter. Der prägnante Teleskop-Gasbehälter gehörte zu den ältesten Behältern dieser Art in Deutschland. Obwohl durch Leerstand stark beschädigt, sind große Teil der ursprünglichen Technik vorhanden. Das Gebäude wurde 2005–2007 saniert.

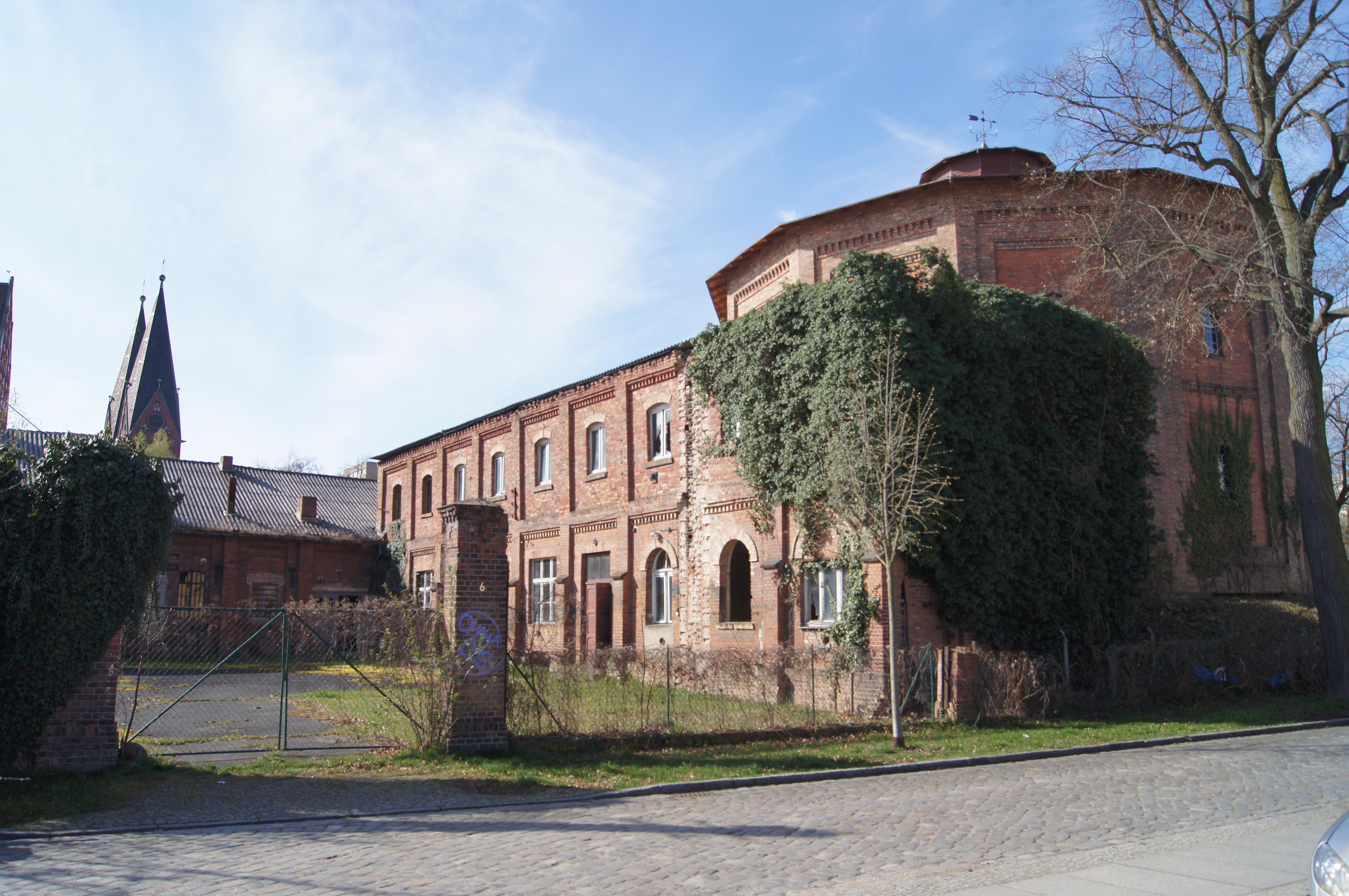
Betriebsgebäude des Gaswerks

An den Teleskop-Gasbehälter schließen sich im Osten die Betriebsgebäude an. Das der Gasherstellung dienende, 1857/1858 erbaute Retortenhaus mit T-förmigem Grundriss ist ein zweigeschossiger roter Ziegelbau mit flachem Satteldach, der durch Rundbogenfenster gegliedert wird. Das Retortenhaus wurde 1865 durch das Reinigungsgebäude (auch: Regenerier- oder Reinigergebäude) nach Westen erweitert, dessen Wände Lisenen sowie ein Deutsches Band als Trennung zwischen Erdgeschoss und Giebel gliedern.